# Саблин, Михаил Алексеевич
Михаи́л Алексе́евич Са́блин (1842, Чёбсара — 1898, Одинцово) — статистик и общественный деятель.

## Биография
Родился в семье исправника, коллежского асессора Алексея Ивановича Саблина (1806—1878) и его супруги, Александры Михайловны, урожд.Скрипицыной (1811—1901).
Братья:
- Саблин, Александр Алексеевич
- Саблин, Николай Алексеевич
- Саблин, Иван Алексеевич.

Окончил юридический факультет Императорского Санкт-Петербургского университета кандидатом права и стал преподавать географию в гимназиях и других учебных заведениях Москвы. С 1868 года состоял секретарём московского губернского, а с 1869 года одновременно и московского городского статистического комитета.
По его плану и под его руководством было произведено подворное описание селений Московской губернии через волостные правления при посредстве мировых посредников и духовенства; первый том этого исследования издан в 1873 году под названием «Сведения о селениях и жителях Московской губернии. Богородский уезд». В 1871 году под руководством Саблина была произведена первая однодневная перепись Москвы («Статистические сведения о жителях Москвы по переписи 12 декабря 1871 г.», М., 1872).
В 1872 году собрал сведения о кустарных промыслах для Политехнической выставки в Москве; при его ближайшем содействии организован был и кустарный отдел на Всероссийской промышленно-художественной выставке в Москве в 1882 году. Саблин был председателем комиссии по осмотру фабрик и заводов Москвы (1876); часть трудов этой комиссии, выполненная непосредственно Саблиным, была использована при выработке фабричного законодательства. Им же был составлен «Сборник русских фабричных законов» («Труды комиссии, учреждённой кн. Долгоруковым», М., 1883). В 1882 году московским городским управлением было издано обширное исследование Саблина о пожарах Москвы за десятилетие 1870—1879 годы.

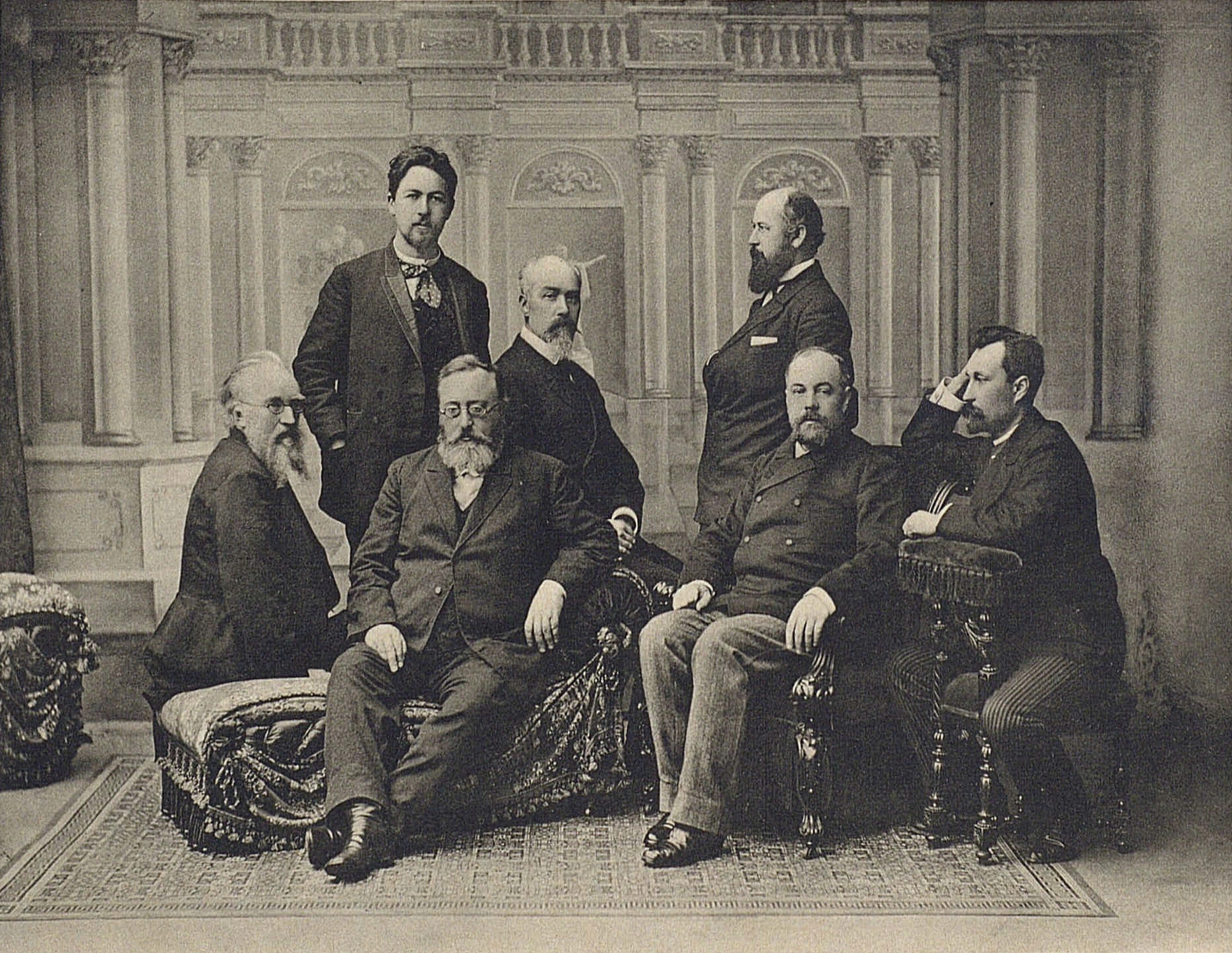
В редакции «Русской мысли»:
стоят — А. П. Чехов и В. А. Гольцев,
сидят — М. Н. Ремезов, М. А. Саблин,
И. И. Иванюков, В. М. Лавров, И. Н. Потапенко.

Вместе с известным земским статистиком В. И. Орловым, М. А. Саблин способствовал учреждению статистического отделения при Московском юридическом обществе, которое послужило объединяющим центром русских земских статистических работ.
С 1870 года состоял постоянным членом Московского общества сельского хозяйства; в 1872 году стал соучредителем Комитета о сельскохозяйственных ссудно-сберегательных и промышленных товариществах, — состоял бессменным секретарём этого комитета.
Начиная с 1870-х годов Саблин сотрудничал в газете «Русские ведомости», а с 1883 года (после смерти издателя Н. С. Скворцова) вошёл в состав издающего эту газету паевого товарищества; стал членом её редколлегии. С 1889 по 1896 годы состоял гласным Московской городской думы и почти постоянно работал в комиссиях, занимавшихся вопросами экономической жизни города.
В 1883—1884 годах сотрудничал в московском журнале «Русская мысль».
В квартире дома Офросимовой в Большом Власьевском переулке, где жили Саблины, по субботам собирались известные литераторы: В. А. Гиляровский, В. Г. Короленко, В. М. Гаршин, Д. Н. Мамин-Сибиряк, А. П. Чехов, Н. Н. Златовратский, Г. И. Успенский и др. О сыновьях Михаила Алексеевича — Владимире и Борисе не раз упоминал в своих рассказах о старой Москве В. А. Гиляровский. 
Похоронен на кладбище Новодевичьего монастыря.

## Семья
Жена — Александра Генриховна, урожд. Грейлих (1848—1902), дочь коллежского асессора, начальника учебного округа Генриха Ивановича Грейлиха (1802—1880) и его супруги Анны Алексеевны (ум. 1897).
Дети и внуки: 
- Надежда (1868—1902). Муж — присяжный поверенный А. А. Блинов (1863—1916), впоследствии депутат Государственной думы Третьего созыва.
  - Внучки: Елена Андреевна Блинова (в замуж. Кнорре; 1891–1953). окончила Высшие женские курсы в Петрограде. Ее муж — Георгий Федорович Кнорре, инженер, ученый, доктор наук.  Надежда Андреевна Блинова, в замуж. Тимашкевич (1898–1948).
- Николай (1870—1901), юрист, присяжный поверенный, помощник адвоката Ф.Н.Плевако.
- Владимир (1872—1916), врач, издатель, переводчик, редактор. 
  - Внуки: Георгий (Юрий) Владимирович Саблин,  Игорь Владимирович Саблин (1898—1979)[3][4], журналист, переводчик, Владимир Владимирович Корш-Саблин, кинорежиссер, Наталья Владимировна Саблина (в замуж. Алексеева; 1906—1979), Татьяна Владимировна Саблина (1909—1933), Всеволод Владимирович Саблин (1913—1952)[5][6], писатель, член Союза писателей СССР.
- Сергей (1874—1896), студент естественного факультета Московского Императорского университета. Покончил с собой.
- Борис (1875—1939), юрист (окончил юридический факультет Московского Императорского университета), присяжный поверенный, член Московской коллегии адвокатов. Работал в Московской судебной палате, юрисконсультом на кинофабрике А.А.Ханжонкова. Похоронен на Ваганьковском кладбище в Москве. Его жена (развелись в 1918 году) — Елизавета Асафовна Баранова (1884–1976), дочь купца первой гильдии А.И.Баранова, ветеринар, окончила Высшие курсы животноводства в Мюнхене.  
  - Внучки: Татьяна Борисовна Саблина (1911–1992), биолог, доктор биологических наук[7].  Ирина Борисовна Саблина (1913–1981), географ, окончила МГУ. Ее муж (1-й брак) — орнитолог Владимир Сергеевич Стаханов[8].
- Мария (1876—1916; в замуж. Дмитриева). Ее муж — Сергей Федорович Дмитриев, микробиолог. 
  - Внуки: Екатерина Сергеевна Дмитриева (1908–1960), Мария Сергеевна Дмитриева (1908–1948), Федор Сергеевич Дмитриев (1910–1979), зоолог, был репрессирован; реабилитирован в 1969 году[9].
- Елена (1878—1893)
- Юрий, ум. в раннем детстве
- Анна (1885—1946), педагог. Ее муж — Рубен Николаевич Тер-Гевондян (1882–1964), педагога, просветителя, автора учебников Никогайоса Тер-Гевондяна (1848–1920). 2-й брак - Александр Алексеевич Нерсесов (род. 1886) врач.
  - Внуки: Армика Рубеновна Тер-Гевондьян (род. 1905), актриса, после ухода из театра работала заведующей музея-квартиры В.И.Немировича-Данченко; Михаил Рубенович Тер-Гевондян (1907– 1968);  Тамара Рубеновна Тер-Гевондян, художница.
- Елизавета Михайловна Саблина (1887—1953), экономист. Муж — Борис Федорович Андрианов (род. 1884), инженер..
  - Внуки: Татьяна Борисовна Андрианова (1907–1987), химик, лауреат Сталинской премии (1943; за компонент к топливу для ракет «Катюша»);  Глеб Борисович Андрианов (1909–1959).